# エンメテナ

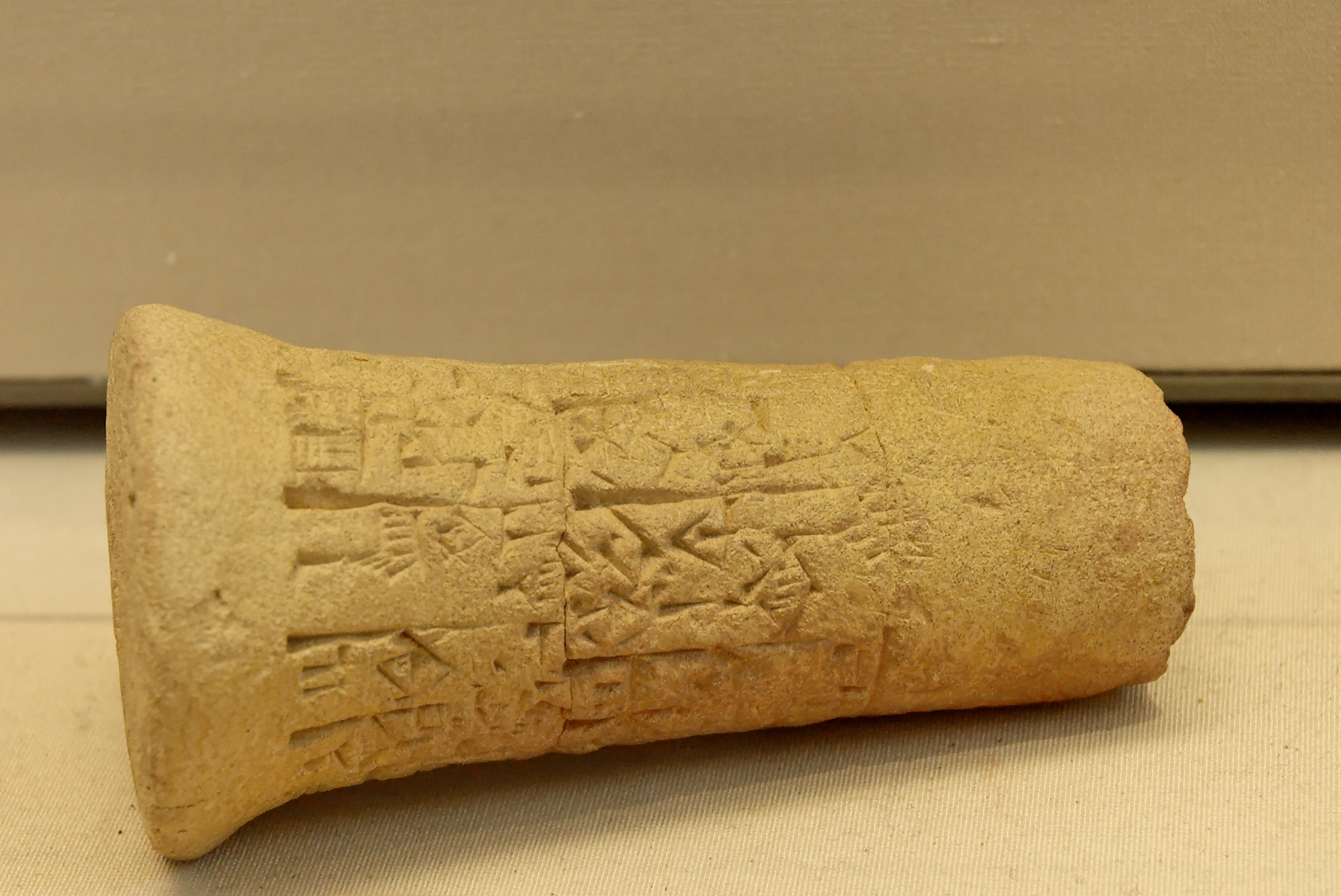
ウルクとの和平が記されたエンメテナの粘土釘（紀元前2,400年頃）。世界最古の外交文書のひとつである。

エンメテナ（Enmetena）は、古代メソポタミア、初期王朝時代の都市国家ラガシュの王。少し前までエンテメナと読まれており、最近の書籍でもこちらの表記が用いられる例もあるが、大勢はエンメテナ表記になっている。ウルクとの間での同盟条約に言及した文書（同盟文書としては現存史上最古）や徳政令の発布などで知られている。

## 来歴
前王エンアンナトゥム1世の息子として生まれた。

### ラガシュ・ウンマ戦争
エンメテナの残した「回顧碑文」と呼ばれる文書によれば、ウンマ王ウル・ルンマはウンマがラガシュから貸借した大麦の返済を巡るトラブルから同盟国と共にラガシュに侵攻してきた。父エンアンナトゥム1世はこれを迎え撃ったが敗れて戦死し、急遽エンメテナが即位することになった。
エンメテナはウルク王ルガルキギンネドゥドゥ（ラガシュ側の表記ではルガルキニシェドゥドゥ）と同盟を結び、ウル・ルンマ率いるウンマ軍を撃破してその侵攻を退けた。その後も戦争は続いたが、ウル・ルンマが死去し、新しくイルがウンマ王に即位すると、彼との間に講和が成立したという。またラガシュ王としては唯一ニップル市のエンリル神殿に王像を奉納しており、その勢力の拡大が推測される。
一方内政においては徳政令を実施し、債務奴隷の解放を行った事が碑文に記録されている。これは知られている限り最も古い債務免除の記録であり、神殿の建設などの記念行事に伴って実施された。

## 死後
死後、息子のエンアンナトゥム2世が跡を継いだ。